# Banta (boisson)
Pour les articles homonymes, voir Banta.
 (février 2022).
Si vous disposez d'ouvrages ou d'articles de référence ou si vous connaissez des sites web de qualité traitant du thème abordé ici, merci de compléter l'article en donnant les références utiles à sa vérifiabilité et en les liant à la section « Notes et références ».

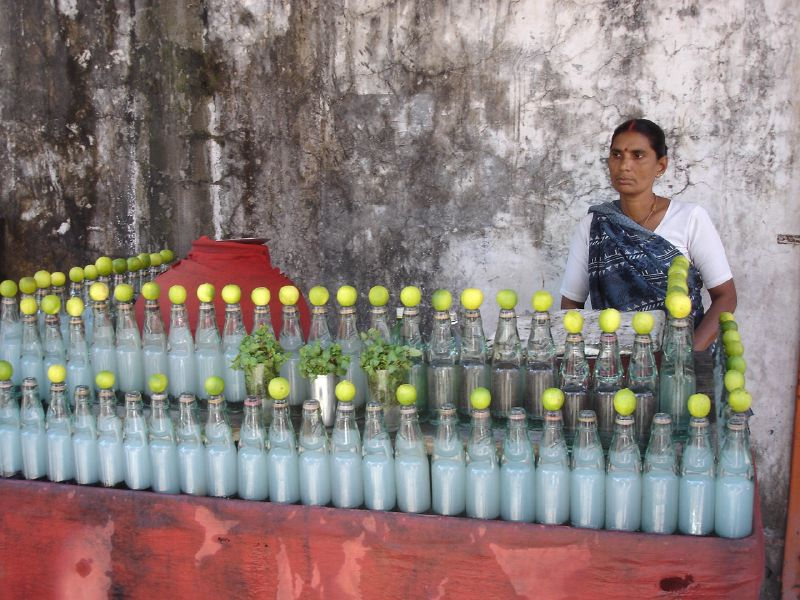
Vendeuse des rues de banta à Rishikesh

Le soda banta, ou banta, également appelé soda goli ou soda goti ou fotash jawl, est une boisson gazeuse populaire au goût de citron ou d'orange vendue en Inde depuis la fin du XIXe siècle dans une bouteille emblématique, la bouteille Codd, de forme distincte. La pression créée par le liquide gazeux permet de sceller la bouteille en forçant une bille de verre dans le goulot de la bouteille où elle s'enclenche dans un joint en caoutchouc. L'ouverture de la bouteille se fait en appuyant sur la bille, libérant ainsi le gaz sous pression, est considérée comme une expérience amusante. La boisson est facilement disponible chez les vendeurs de rue, appelés bantawallahs, à des prix allant de ₹5 à ₹30. La boisson est vendue dans des verres ou des gobelets en plastique,* et était autrefois servie dans des kulhars (petits pots traditionnels en terre jetables).
La boisson, qui est très demandée pendant les mois d'avril et de mai, est souvent vendue mélangée à du jus de citron, de la glace pilée, du chāt masālā et du kala namak (sel noir) comme une variante gazeuse des limonades traditionnelles populaires shikanjvi ou jal-jeera. Le banta est populaire à Delhi, au Pendjab et en Uttar Pradesh, et sa variante, le paneer, mélangé à de l'essence de rose, est populaire au Tamil Nadu et en Andhra Pradesh. À Delhi, il est connu sous le nom de "boisson locale de Delhi", où il reste populaire, notamment dans le Vieux Delhi et sur les campus universitaires de l'Université de Delhi. Pandit Ved Prakash Lemon Wale, près de l'hôtel de ville de Chandni Chowk dans le Vieux Delhi, vend cette boisson depuis les années 1870.

## Étymologie
La boisson tire son nom de la bille qui se trouve dans la bouteille Codd à col de cygne. En hindi et en Pendjabi, la bille est connue sous les noms de banta, goli, goti, kancha, etc. D'où les noms soda banta et soda goti - comme la boisson est connue dans le nord de l'Inde, et soda goli - comme la boisson est connue dans le sud de l'Inde. À Delhi, elle est également appelée la boisson kanchay waali ou soda nimbu. Le nom bengali de cette boisson est fotash jawl.

## Histoire
La bouteille Codd, nommée d'après son inventeur Hiram Codd qui l'a brevetée en 1872, a été spécialement conçue pour la limonade et les boissons gazeuses. Les bouteilles, qui sont devenues populaires dans tout l'empire colonial britannique et qui sont aujourd'hui considérées comme des objets de collection, sont toujours produites et utilisées en Inde pour la banta et au Japon pour le ramune. Jusque dans les années 1900, avant que la fabrication de ces bouteilles ne commence en Inde, les bouteilles étaient importées de Grande-Bretagne. Avant l'indépendance de l'Inde en 1947, les bouteilles étaient interdites dans plusieurs villes pendant le mouvement d'indépendance indien, car les combattants de la liberté indiens ajoutaient du chuna (hydroxyde de calcium) aux bouteilles de soda pour fabriquer des mini-canons improvisés.
Dans les années 1950, le banta était vendu sur des charrettes tirées par des chevaux qui transportaient également le matériel de fabrication du soda.

## Fabrication  dubanta
Les ingrédients, tels que le sel et l'eau, sont mélangés aux arômes en utilisant soit du jus de fruits frais, soit des arômes commerciaux, puis versés dans une bouteille à l'aide d'un entonnoir jusqu'à ce que la bouteille soit pleine. La bouteille est placée dans une machine à soda, qui saisit fermement la bouteille dans un récipient, et une buse de la machine ferme bien le goulot de la bouteille et l'imprègne de dioxyde de carbone, après quoi le récipient qui contient la bouteille est tourné 2 ou 3 fois pour diffuser davantage le dioxyde de carbone qui pousse la bille dans le goulot de la bouteille contre le joint en haut, scellant ainsi la bouteille. Les bouteilles sont réutilisables. Elles sont collectées par les embouteilleurs, nettoyées, lavées, étuvées ou aseptisées, puis ré-embouteillées.

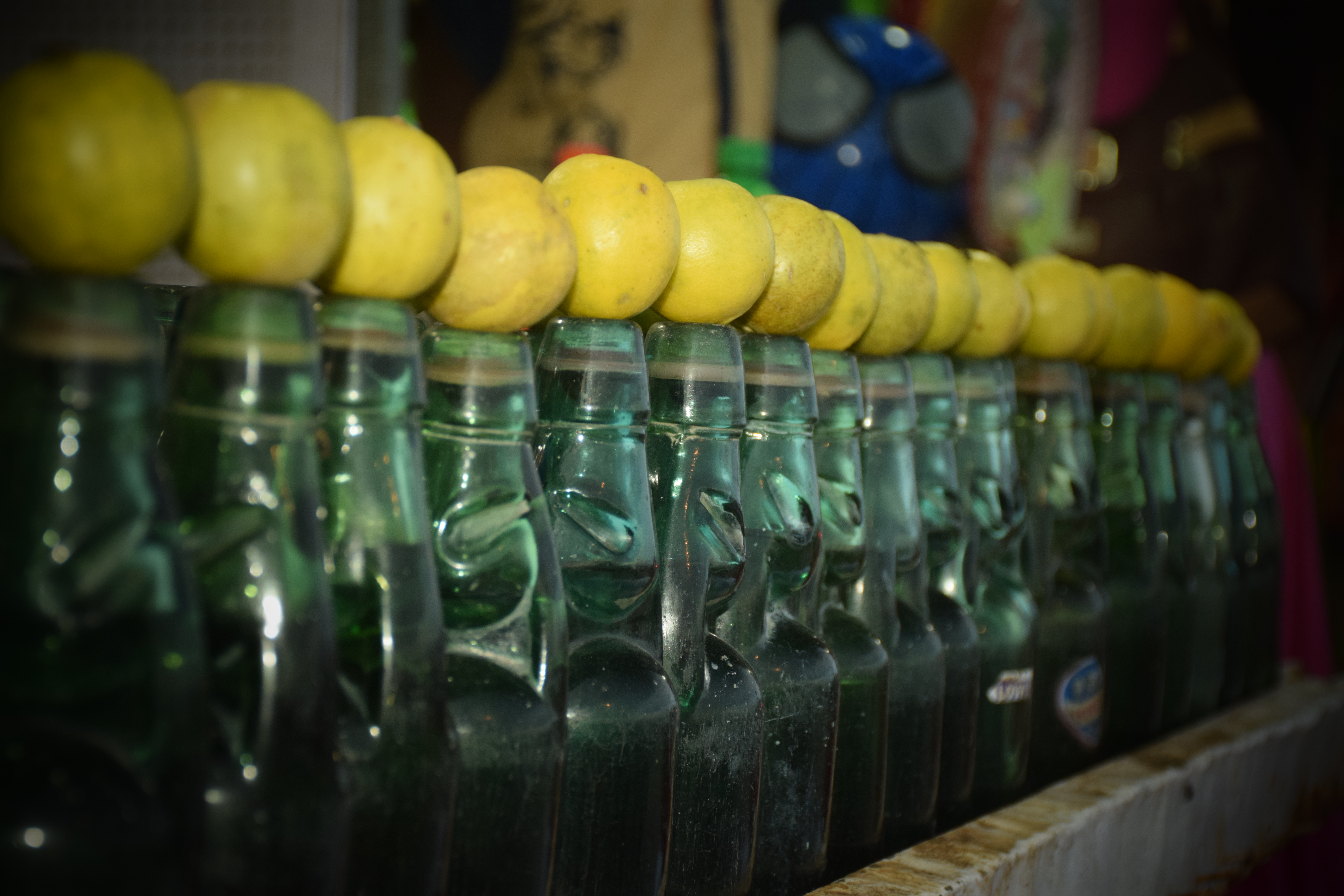
Avec du citron
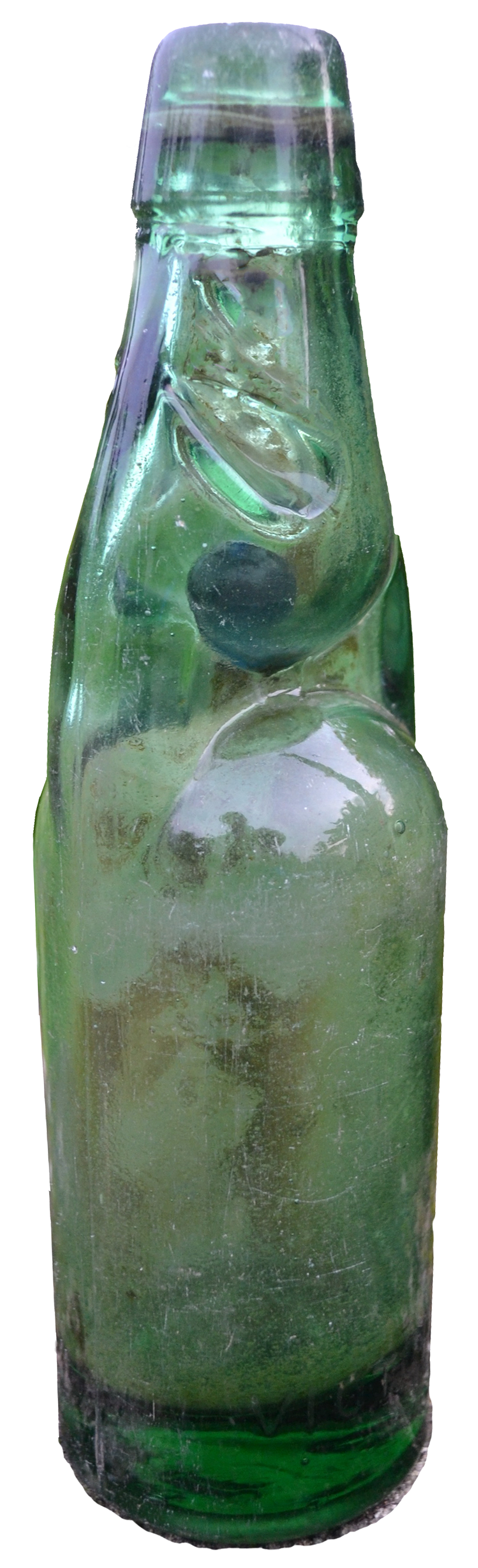
Bouteille du Kerala
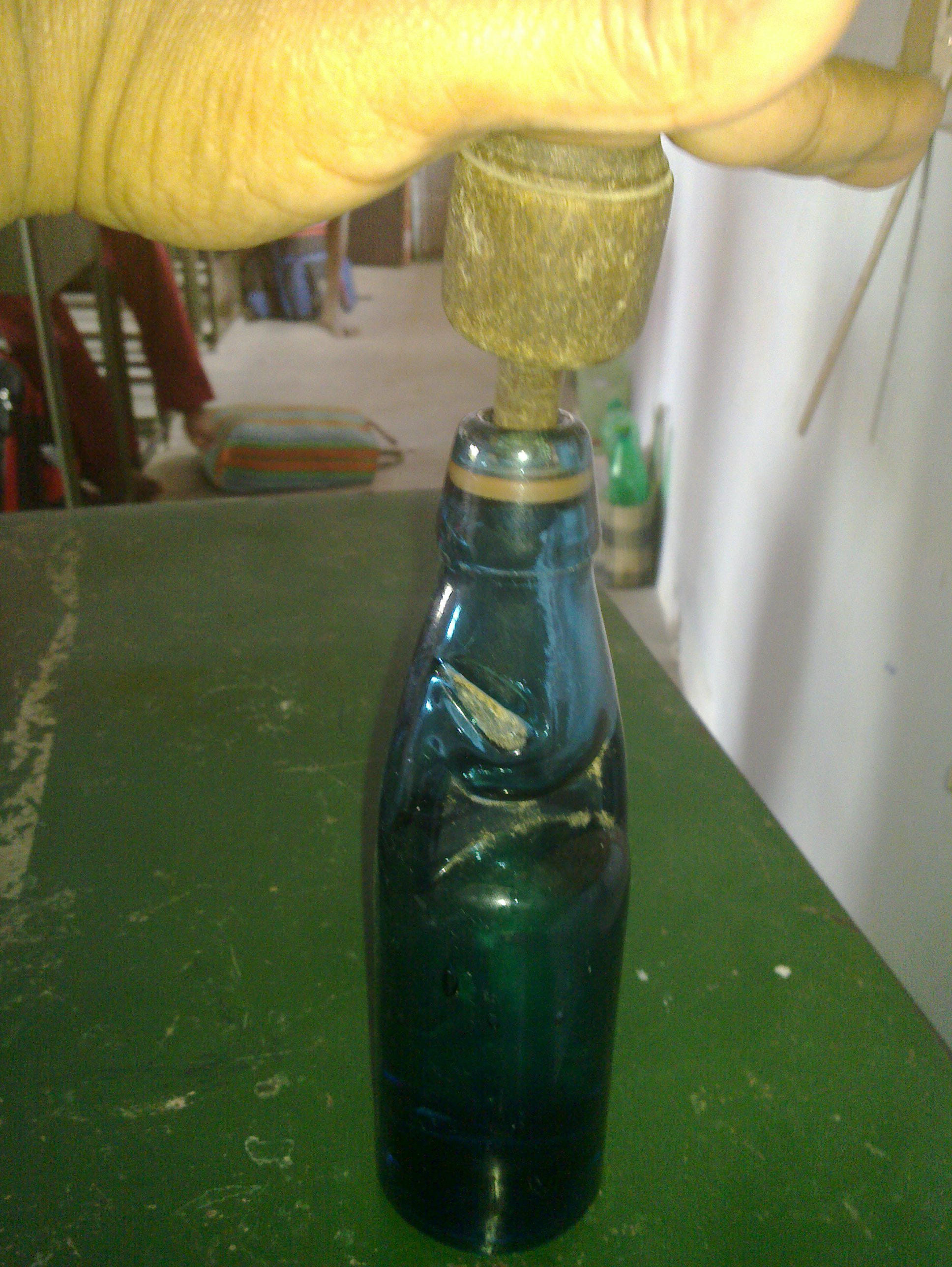
Un ouvreur de bouteille
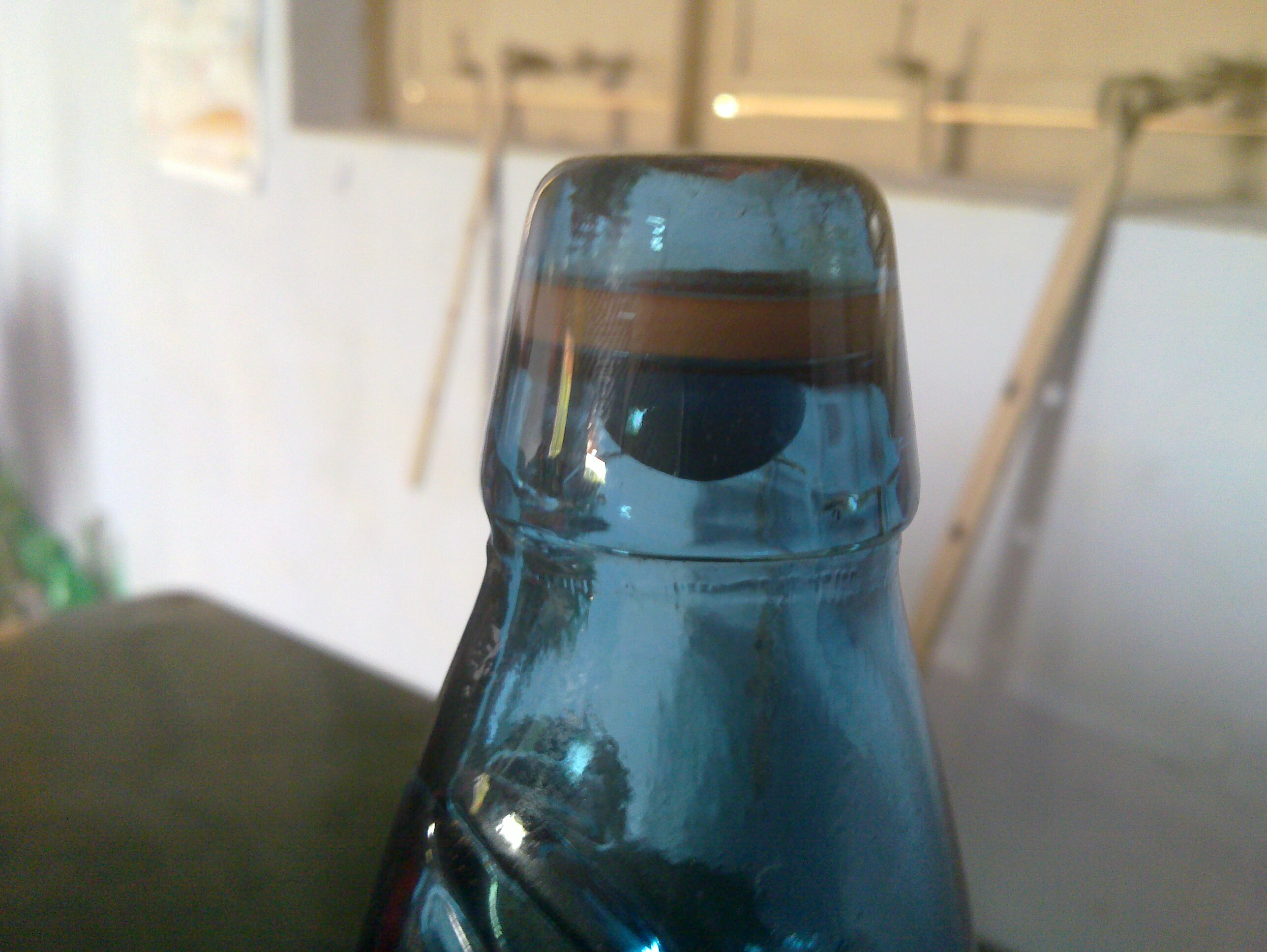
Détail

## Fabrication des bouteilles Codd
Avant l'indépendance de l'Inde, les bouteilles Codd étaient importées d'Angleterre. Cependant, après l'indépendance, des fabricants locaux ont vu le jour, notamment de nombreuses usines à Ahmedabad, qui ont toutes cessé de fabriquer ce type de bouteilles. Actuellement, Khandelwal Glass Works, qui fabrique ces bouteilles depuis 1981 à Sasni dans l'Uttar Pradesh, est le seul fabricant de bouteilles Codd en Inde après que son concurrent Mahalakshmi Glass Works à Hyderabad ait fermé ses portes il y a quelques années. Avant le retour des boissons gazeuses populaires au cola, en 1993, la vente de bantas a atteint son apogée au début des années 1990, avec 100 000 sacs vendus par an, chaque sac contenant 75 bouteilles. En 2010, cependant, les ventes avaient chuté de près de moitié.
Au cours du processus de mise en bouteille, un agent aromatisant chimique connu sous le nom de Lemon No. 1 par International Flavors and Fragrances (IFF) est ajouté.
Les bouteilles de banta sont en grande partie embouteillées par des fabricants non organisés, qui vendent les bouteilles pour aussi peu que ₹2 (2,7 ¢ US)[2] En 2017, Delhi comptait plus de 100 unités d'embouteillage. Dans les années 1970, Chennai comptait 150 unités d'embouteillage, dans le secteur non organisé, qui ont chuté à 50 en 2018.
Kozzmo Beverages, basée à Chennai, qui a démarré ses activités en 2018, a commencé à fabriquer des goli sodas préemballés commerciaux en utilisant une unité de fabrication certifiée par l'Autorité indienne de la sécurité alimentaire et des normes (FSSAI). Elle vend 6 saveurs - soda au paneer, nimbu masala, citron, orange, raisin et ananas.

## Sources
- Mint, Anuja & Krish Raghav, Pop culture, 2 juillet 2010
- The Economic Times, Shreya Roy Chowdhury, Banta: Why the street drink is still popular in Delhi, 1 juillet 2013